# Abelardo Arias

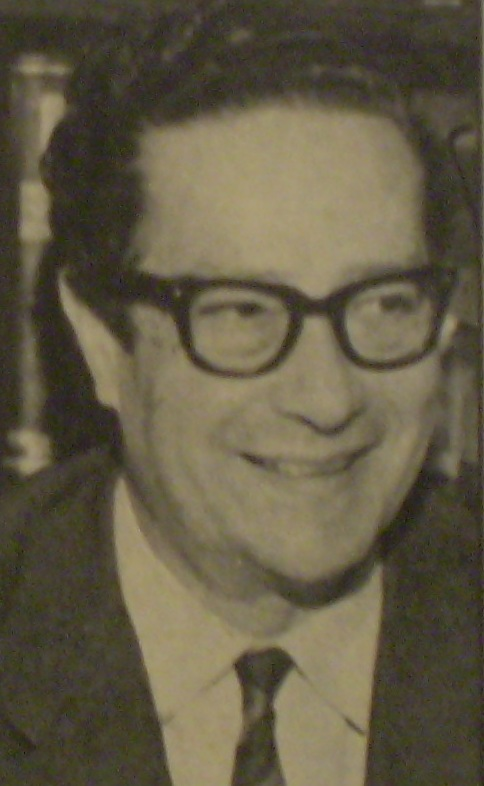
Abelardo Arias

Abelardo Arias (* 1918 in Córdoba, Argentinien; † 27. Februar 1991 in Buenos Aires) war ein argentinischer Schriftsteller.

## Biografie
Abelardo Arias wurde 1918 (nach anderen Quellen 1908) in Córdoba Stadt, Argentinien geboren, obwohl er gerne behauptete, dass er in San Rafael, Provinz Mendoza geboren sei. Er war ein Schriftsteller und Dramaturg und konnte mit dem Roman „Álamos talados“, der autobiografische Elemente aufweist, 1942 debütieren. Er starb am 27. Februar 1991 in Buenos Aires.
„Álamos talados“ erhielt 1942 den ersten Preis für Literatur der Provinz Mendoza und den ersten Preis der Stadt Buenos Aires, vergeben von der Nationalen Kommission für Kultur und wurde 20 Jahre später unter Verwendung des Drehbuches von Arias verfilmt. Im Jahre 1947 wurde „La vara de fuego“ publiziert und im Jahre 1956 „El gran Cobarde“. Andere herausragende Veröffentlichungen waren unter anderem „Límite de clase“ (1964) „Minotauroamor“ (1966), „La viña estéril“ (1969).
Abelardo Arias schrieb 4 Reisetagebücher und verschiedene Theaterstücke, außerdem war er Direktor der Bibliothek vom „Colegio de Escribanos de Argentina“.

## Werke (Auswahl)
Drehbücher:
- Álamos tadalos. 1960 (Regie: Catrano Catrani)
- Los modelos. 1962 (Regie: Vlasta Lah)

Romane:
- Aquí fronteras. Editorial Sudamericana, Buenos Aires 1976
- Álamos talados. Editorial Sudamericana, Buenos Aires 1975 (Nachdr. d. Ausg. Buenos Aires 1949)
- El gran Cobarde. 3. Aufl. Editorial Sudamericana, Buenos Aires 1975
- El, JuanFacundo. Editorial Geleria, Buenos Aires 1995, ISBN 950-556-345-0
- Inconfidencia. El Aleijadinho. 2. Aufl. Editorial Sudamericana, Buenos Aires 1980
- Límite de clage. 7. Aufl. Editorial Sudamericana, Buenos Aires 1970
- Minotauramor. Editorial Sudamericana, Buenos Aires 1966
- Polvo y espanto. 9. Aufl. Editorial sudamericana, Buenos Aires 1983, ISBN 950-07-0160-X
- La vara de fuego. 1947
- La viña estéril. Editorial Sudamericana, Buenos Aires 1969